# Saint-Thiébault
Saint-Thiébault is een gemeente in het Franse departement Haute-Marne (regio Grand Est) en telt 279 inwoners (1999). De plaats maakt deel uit van het arrondissement Chaumont.

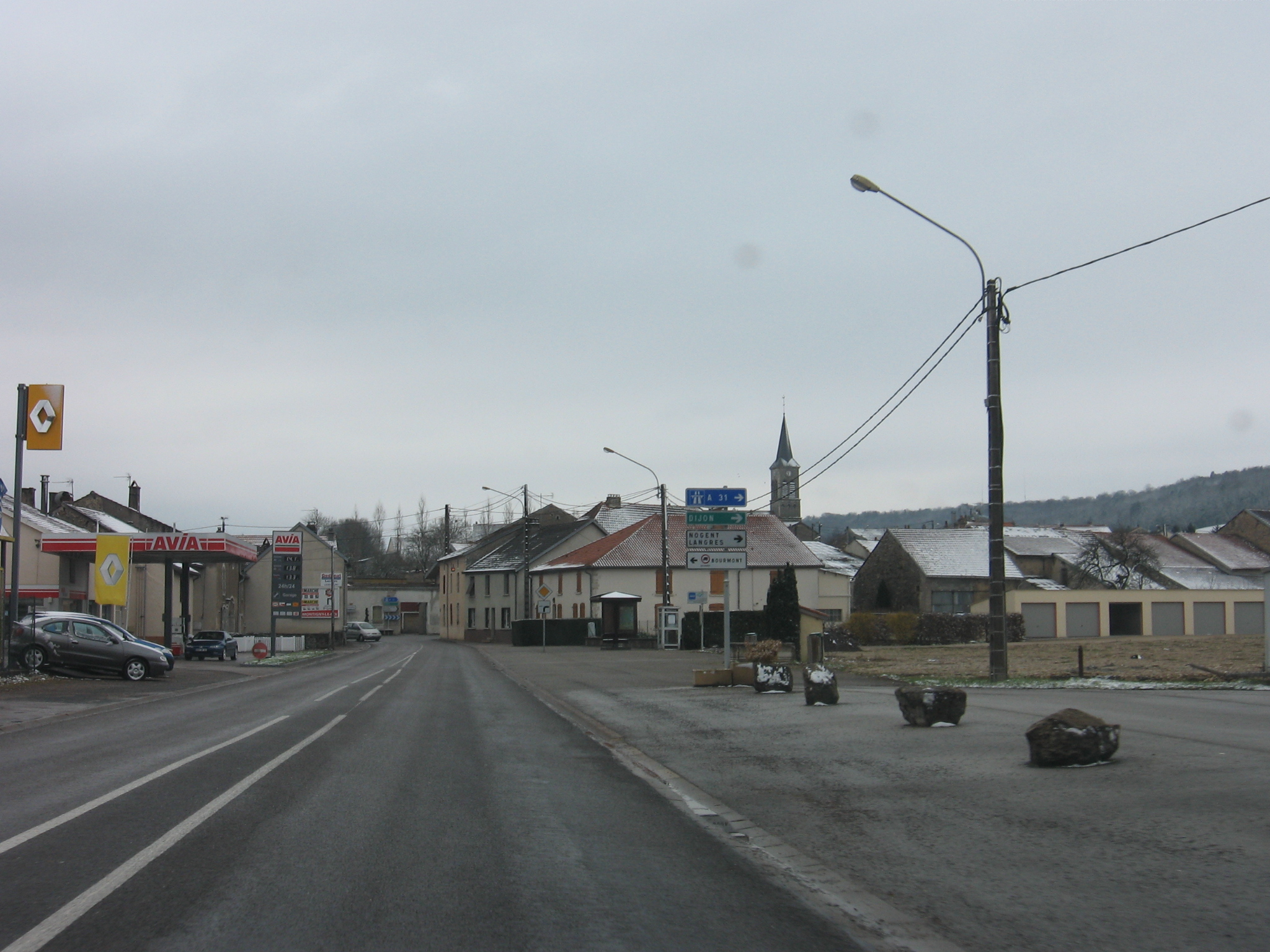
Saint-Thiébault

## Geografie
De oppervlakte van Saint-Thiébault bedraagt 0,6 km², de bevolkingsdichtheid is 465,0 inwoners per km².
De onderstaande kaart toont de ligging van Saint-Thiébault met de belangrijkste infrastructuur en aangrenzende gemeenten.

## Demografie
Onderstaande figuur toont het verloop van het inwonertal (bron: INSEE-tellingen).